# Phyllostegia variabilis
Phyllostegia variabilis är en kransblommig växtart som beskrevs av Friedrich August Georg Bitter. Phyllostegia variabilis ingår i släktet Phyllostegia och familjen kransblommiga växter. Inga underarter finns listade i Catalogue of Life.